# Uri (Vorname)
Uri (hebräisch אוּרִי ʾūrî) ist ein männlicher hebräischer Vorname.

## Herkunft und Bedeutung
Bei Uri handelt es sich um die Kurzform von אוּר ʾūr mit einem ausgefallenen theophoren Element: „[M]ein Licht ist [Gott/der Herr]“, „[M]ein Feuer ist [Gott/der Herr]“.

## Verbreitung
In Israel hat sich der Name Uri unter den 10 beliebtesten Jungennamen etabliert. Im Jahr 2019 lag er auf Rang 6 der Hitlisten.

## Varianten
In Israel sind auch die geschlechtsneutralen Varianten אוֹרִי ʾōrî sowie אוֹר ʾōr geläufig. Die Variante אוֹרָה ʾōrāh war im ausgehenden 19. Jahrhundert noch recht geläufig, wird heute jedoch nicht mehr vergeben.
In der Septuaginta wird der Name Οὐρί Urí geschrieben.
Als Langformen kommen Urija und Uriel mit ihren Varianten in Frage.

## Bekannte Namensträger

### Bibel
- Uri, Judäer, Vater des Besalel (Ex 31,2 EU u. ö.)
- Uri, Vater des Provinzgouverneurs Geber (1 Kön 4,19 EU)
- Uri, Torhüter (Esr 10,24 EU)

### Vorname
- Uri Adelman (1958–2004), israelischer Schriftsteller, Musiker und Komponist
- Uri Avner (1941–2014), israelischer Schachkomponist
- Uri Avnery (1923–2018), israelischer Friedensaktivist
- Uri Barbash (* 1946), israelischer Filmregisseur
- Uri Caine (* 1956), US-amerikanischer Musiker (Piano, Keyboard) und Komponist
- Uri Coronel (1946–2016), niederländischer Fußballfunktionär
- Uri Dan (1935–2006), israelischer Journalist und Fotograf
- Uri Geller (* 1946), israelischer Bühnenmagier
- Uri Nissan Gnessin (1879–1913), hebräischer Schriftsteller
- Uri Zvi Greenberg (1896–1981), israelischer Dichter hebräischer und jiddischer Literatur sowie Politiker
- Uri Kaufmann (* 1957), Schweizer Historiker und Autor, Leiter der Alten Synagoge in Essen

- Uri ha-Levi (~1543–1621/25), Rabbiner in Emden und Amsterdam

- Uri Phoebus ha-Levi (1625–1715), niederländischer Drucker und Verleger im späten 17. Jahrhundert
- Uri Orlev (1931–2022), polnisch-israelischer Autor von Kinder- und Jugendbüchern
- Uri Rosenthal (* 1945), niederländischer Politologe, Politiker und Minister
- Uri Rubin (1944–2021), israelischer Islamwissenschaftler und Hochschullehrer
- Uri Smilansky (* 1979), israelischer Musiker und Musikwissenschaftler
- Uri C. Weiser (* 1945), israelischer Computeringenieur
- Uri Yadin (1908–1985), israelischer Jurist
- Uri Zohar (1935–2022), israelischer Filmregisseur, Schauspieler und Rabbiner